# Đảo Beechey
Đảo Beechey là một hòn đảo nằm trong quần đảo Bắc Cực Canada Nunavut, tại eo biển Wellington. Nó được tách ra từ góc phía tây nam của đảo Devon bởi eo biển Barrow. Các thành phần nổi bật khác bao gồm eo biển Wellington, bến cảng Erebus Harbour và vịnh Terror. Người châu Âu đầu tiên tới thăm hòn đảo này là vào năm 1819 là thuyền trưởng William Edward Parry và được đặt tên theo William Beechey (1753-1839) bởi Frederick William Beechey (1796-1856), người lúc đó là đại uý của Parry.
Đây là địa điểm xảy ra một số sự kiện rất có ý nghĩa trong lịch sử thăm dò Bắc Cực. Năm 1845, nhà thám hiểm người Anh Sir John Franklin, chỉ huy một đoàn tìm kiếm mới nhưng xấu số để tìm kiếm hành lang Tây Bắc trên tàu HMSs Erebus và Terror, chọn bến cảng được che chắn của đảo Beechey cho trại mùa đông đầu tiên của mình. Địa điểm này đã không được phát hiện cho đến năm 1851 khi các tàu tì kiếm của Anh và Mỹ neo đậu gần đó.